# Wilfred George Fryer
Wilfred George Fryer, britanski general, * 1900, † 1993.